# Parthenstein
Parthenstein is een gemeente en plaats in de Duitse deelstaat Saksen. De gemeente maakt samen met westerbuur Belgershain en noorderbuur Naunhof deel uit van de zogenaamde Verwaltungsgemeinschaft Naunhof, in de Landkreis Leipzig. Parthenstein telt 3.559 inwoners.
Het  gemeentebestuur is gevestigd in Großsteinberg.
De in 1994 onder deze nieuwe naam gestichte gemeente bestaat uit vier dorpen. Dit zijn:
- Grethen (400 inwoners)
- Großsteinberg  (1.150 inw.)
- Klinga (1.100 inw.)
- Pomßen (850 inw.)

Aantal inwoners: Ontleend aan de gemeentelijke website, pagina Zahlen und Fakten (afgerond); peildatum eind oktober 2024; gemeentetotaal ongeveer 3.500 personen.
De gemeente is genoemd naar een erdoorheen stromende beek, de Parthe. In de oostelijke buurgemeente Grimma stroomt deze uit in de Mulde.  Met het in de Klassieke oudheid voorkomende volk van de Parthen bestaat geen verband.
De gemeente heeft als voornaamste middel van bestaan de landbouw. Verder is er bij Großsteinberg een steengroeve in bedrijf, en trekt de gemeente Parthenstein enig toerisme.

## Geschiedenis
Alle vier de dorpen zijn in de periode 1175-1325 ontstaan. Ze hebben ieder een evangelisch-lutherse dorpskerk waarvan de bouw teruggaat tot de dertiende eeuw.
Grethen werd in 1819 bijna geheel door brand verwoest. De brandweer heeft sindsdien een belangrijke plaats in het dorpsleven en er is een brandweermuseum gevestigd.
Paul von Bleichert (1877-1939), een fabrikant van kabelbanen, liet in 1923 bij Klinga een grote villa voor zichzelf en zijn gezin bouwen. Na Von Bleicherts overlijden was het gebouw onder andere als kinderziekenhuis en opvang voor daklozen en vluchtelingen in gebruik. Anno 2023 huisvest het pand een onderneming en een privé-kliniek.

## Landschap
De gemeente ligt, evenals de naburige stad Grimma, in een omgeving met veel natuur. Ook zijn er in de wijde omgeving veel kleine meren aanwezig. Dit zijn verlaten steen-, grind- of zandgroeven, die met water zijn volgelopen. Sommige zijn 'Badeseen' (recreatieplassen) geworden, andere meertjes zijn in gebruik als visvijvers voor hengelaars of ontwikkelden zich tot natuurreservaat.

## Verkeer en vervoer
Van de vier dorpen ligt Klinga het meest noordelijk. Direct ten noorden van Klinga loopt de Autobahn A 14. Afrit 30 van deze Autobahn bevindt zich vlakbij dit dorp.
Großsteinberg heeft, evenals het zes km verder zuidoostelijk gelegen Grimma (Oberer Bahnhof), een klein station aan een lokaalspoorlijntje tussen Borsdorf, niet ver ten oosten van Leipzig, Döbeln Hbf en Coswig, niet ver ten noordwesten van Dresden. 

## Afbeeldingen

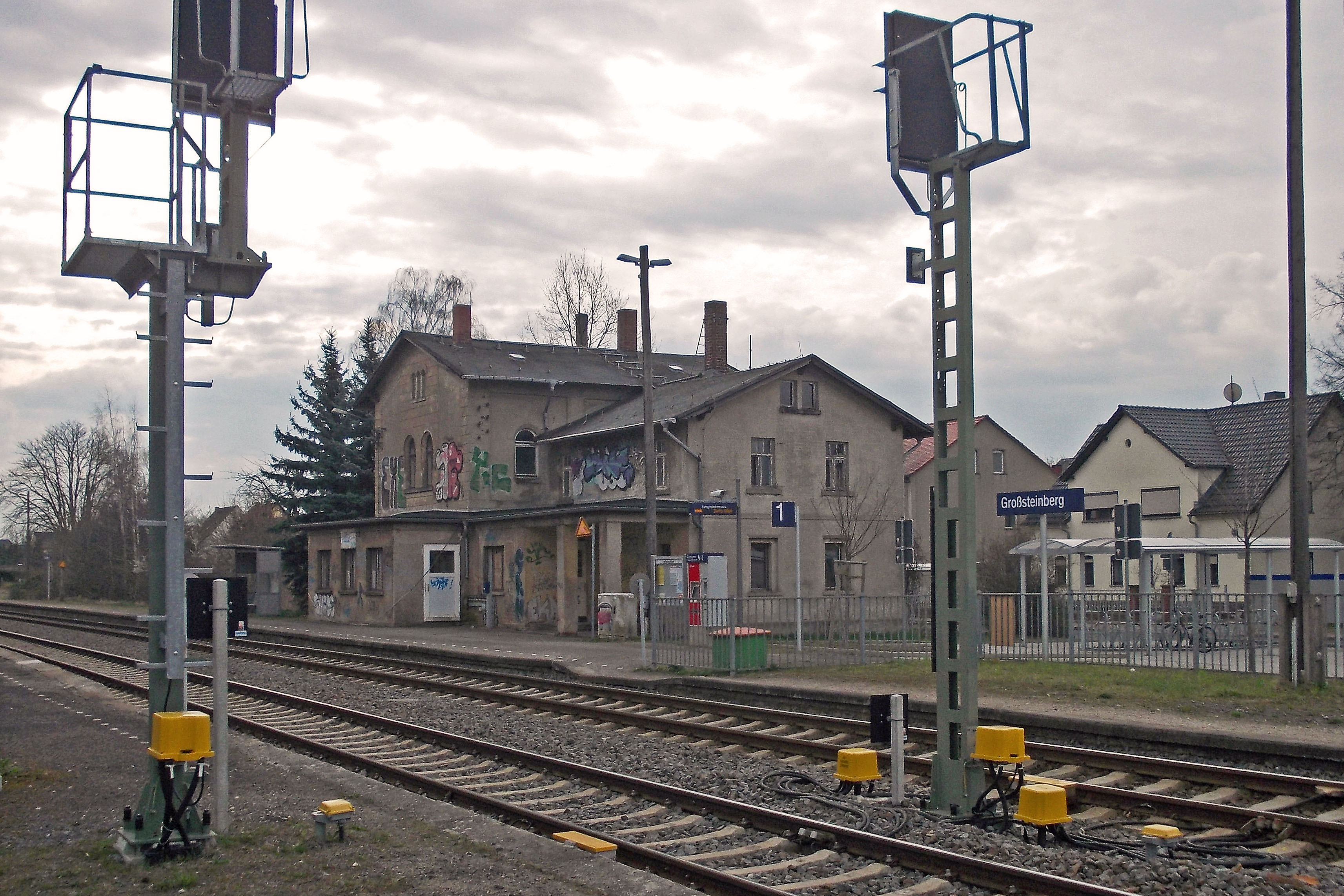
Station Großsteinberg
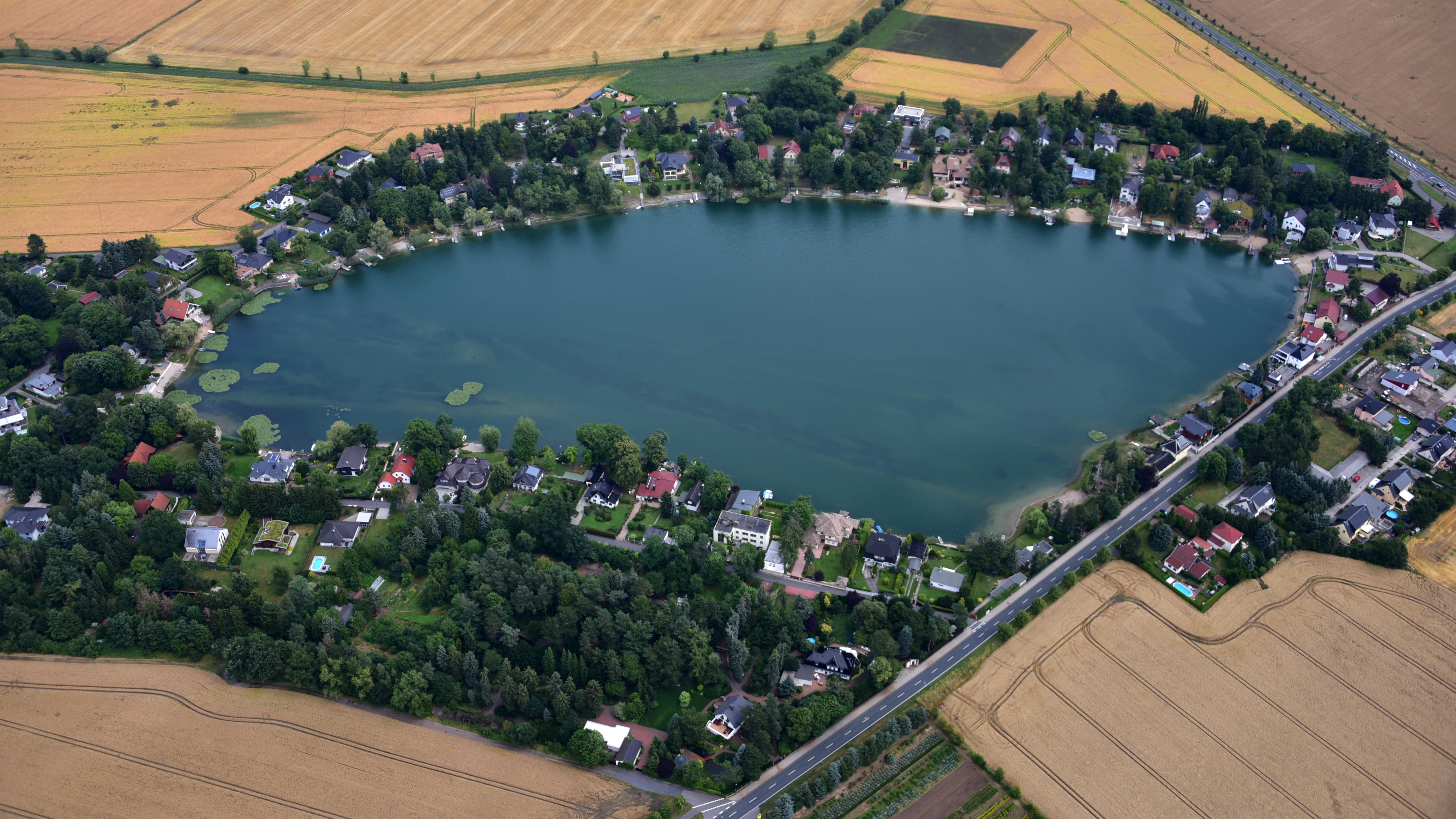
Großsteinberg am See, luchtfoto uit 2017
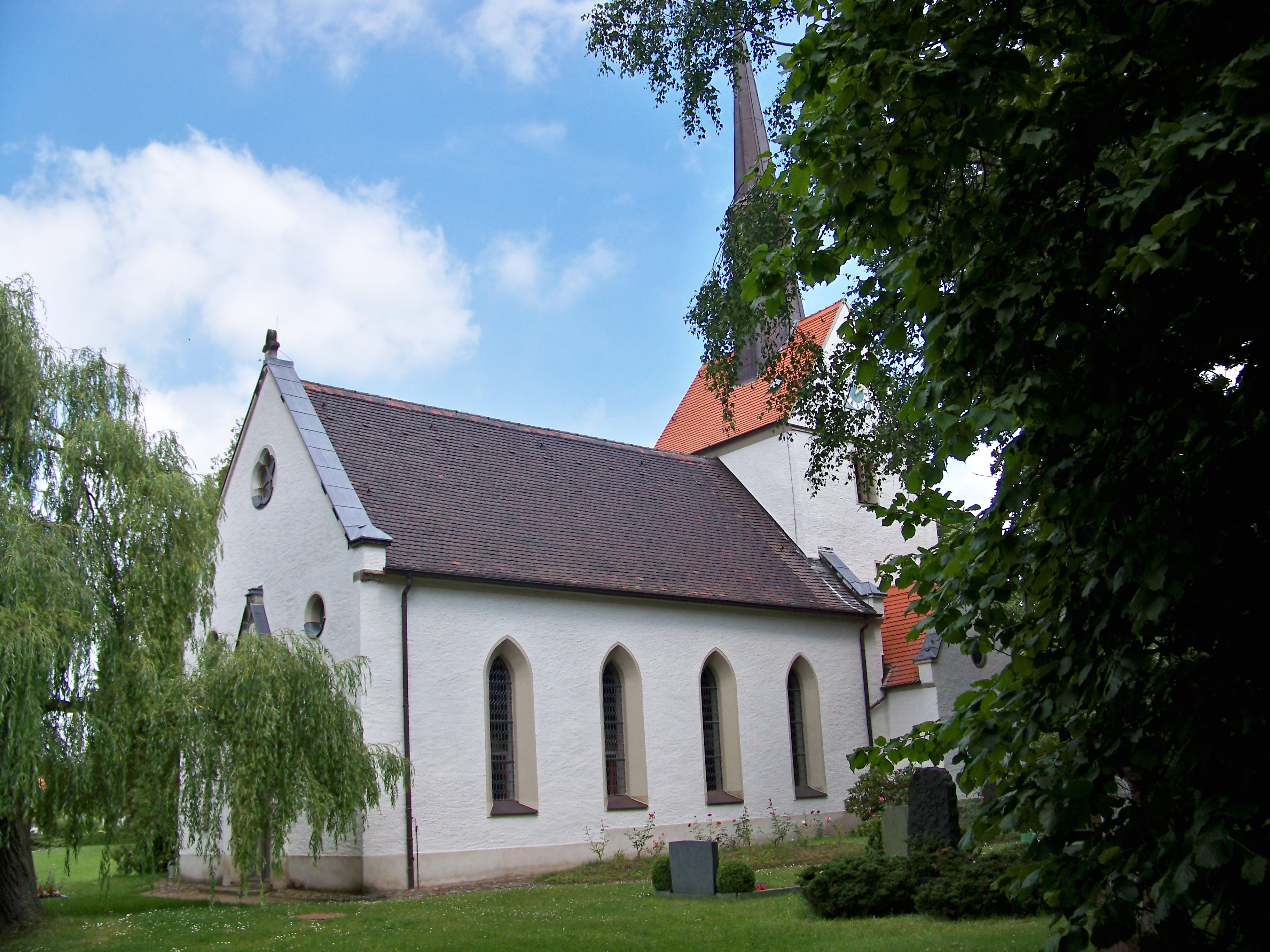
Dorpskerk Großsteinberg (13e-18e eeuw)
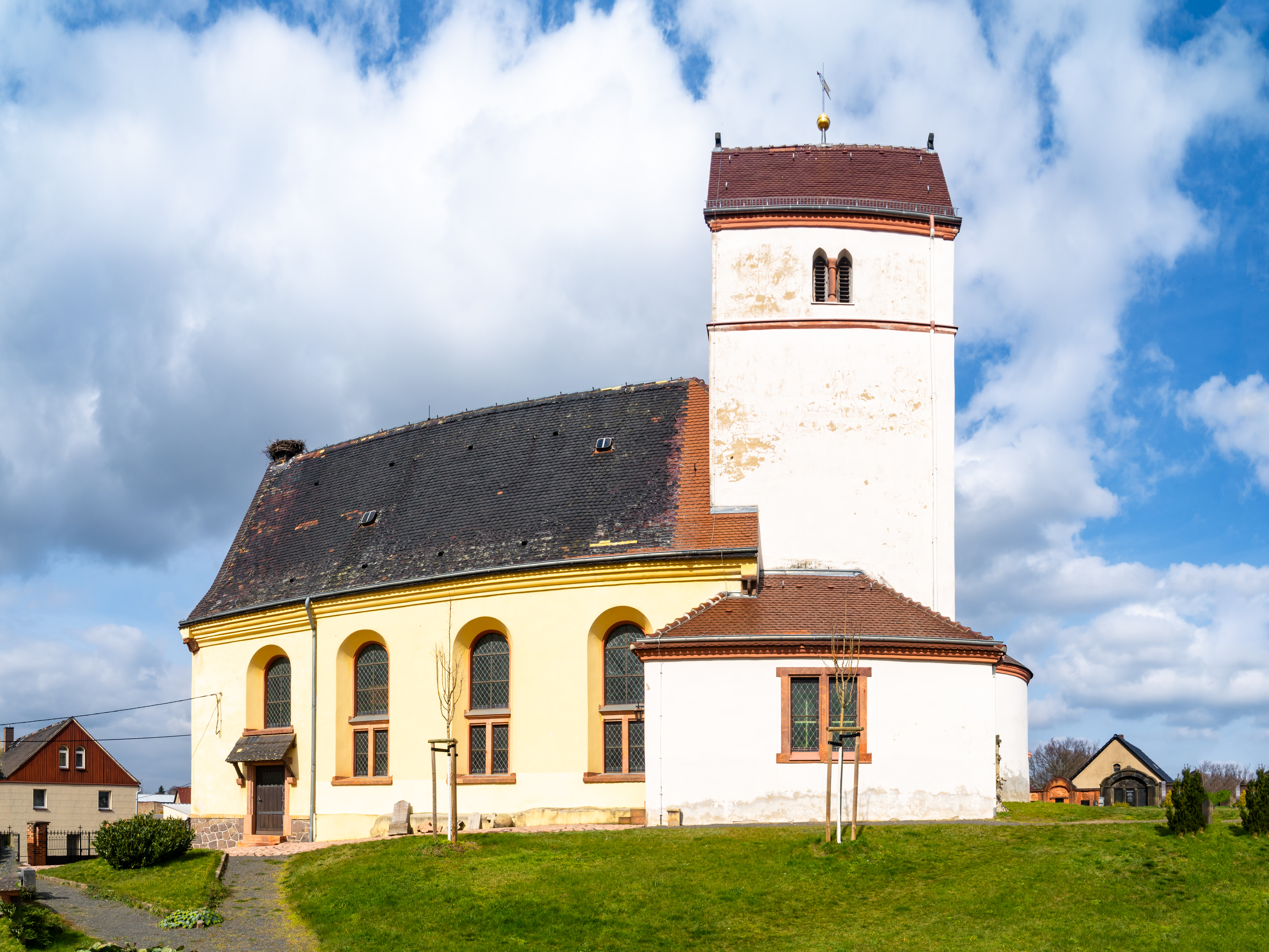
13e-eeuwse dorpskerk te Grethen
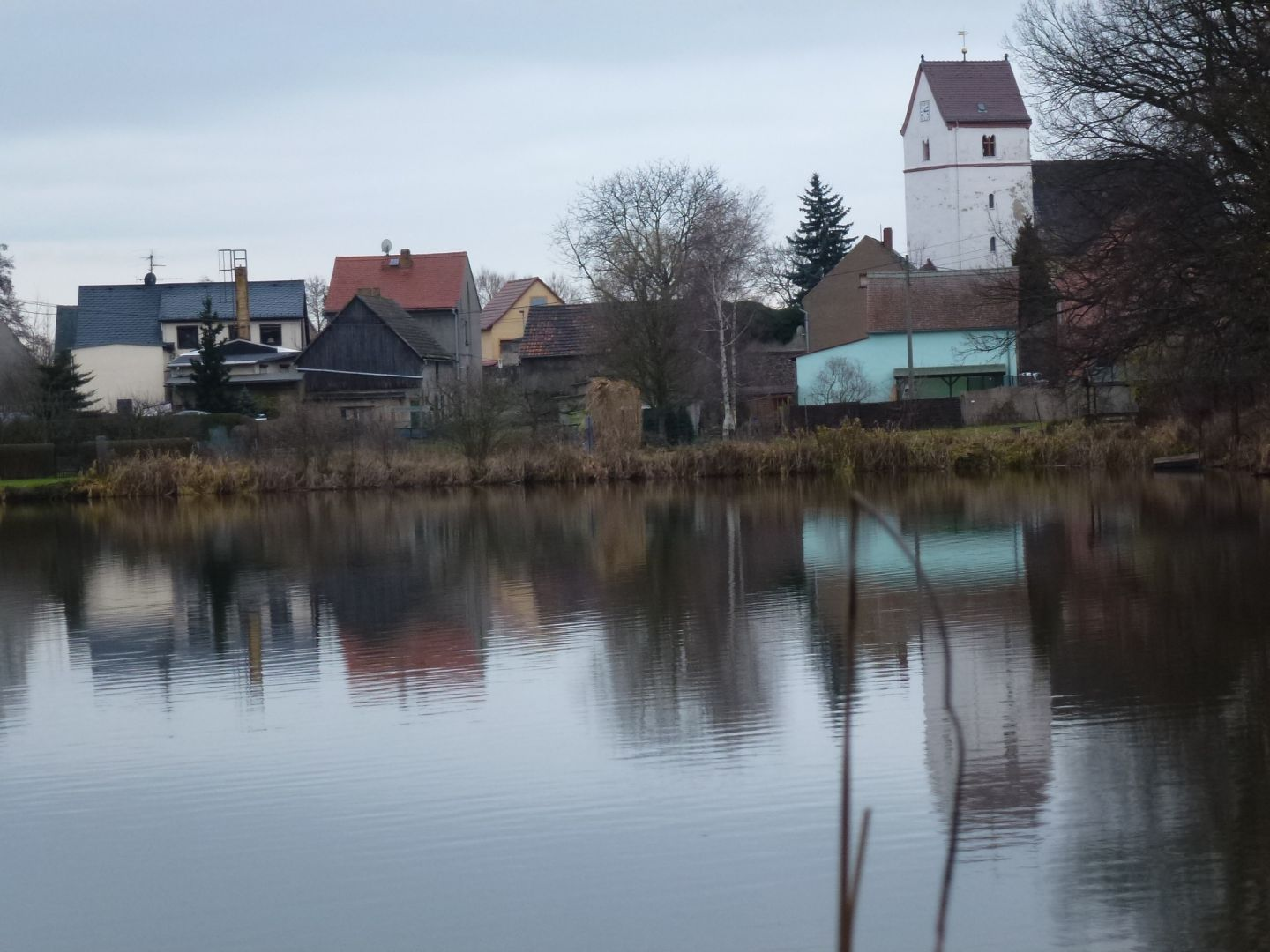
Grote Dorpsvijver te Grethen
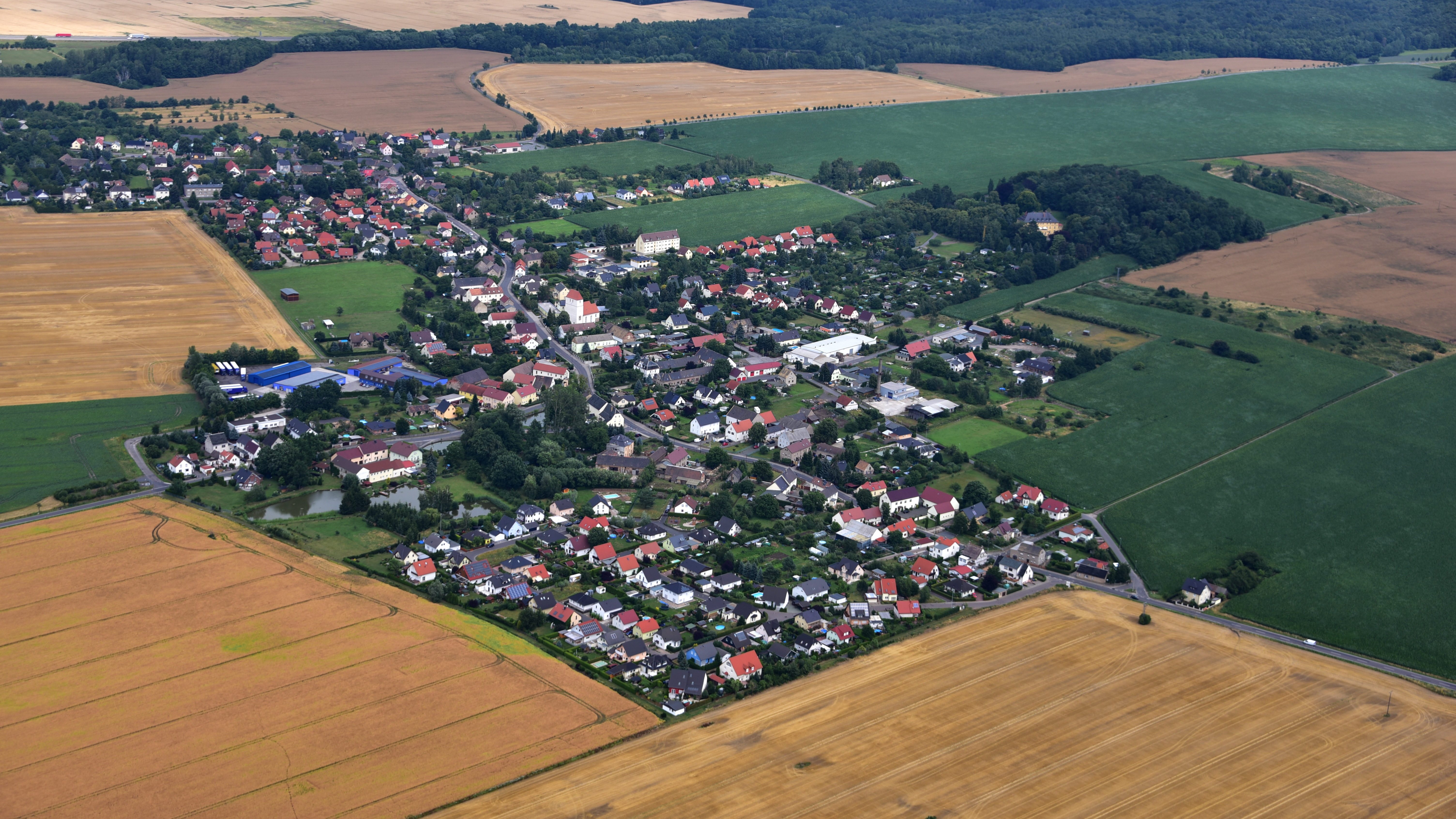
Klinga, luchtfoto uit 2017
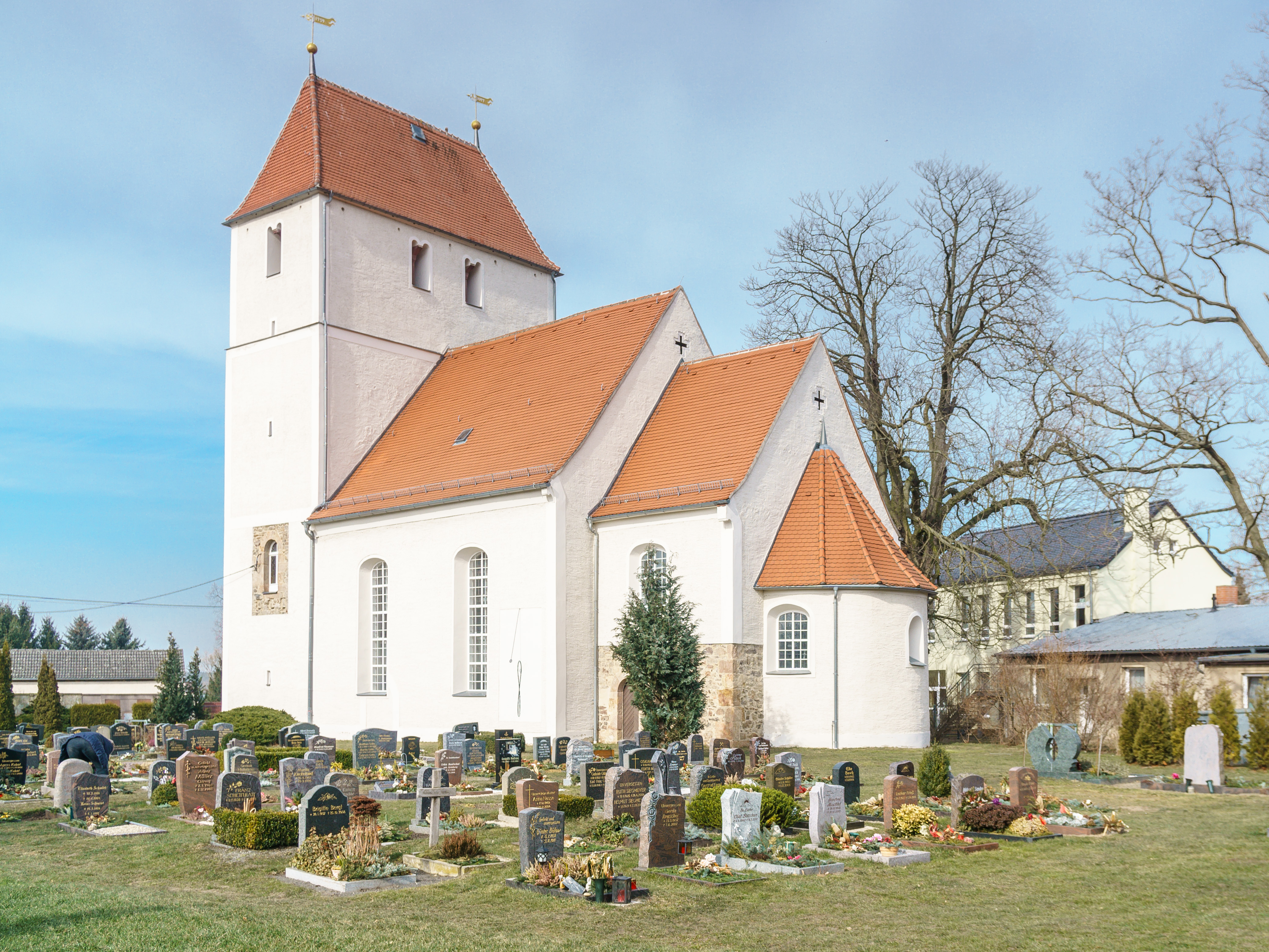
13e-eeuwse dorpskerk te Klinga
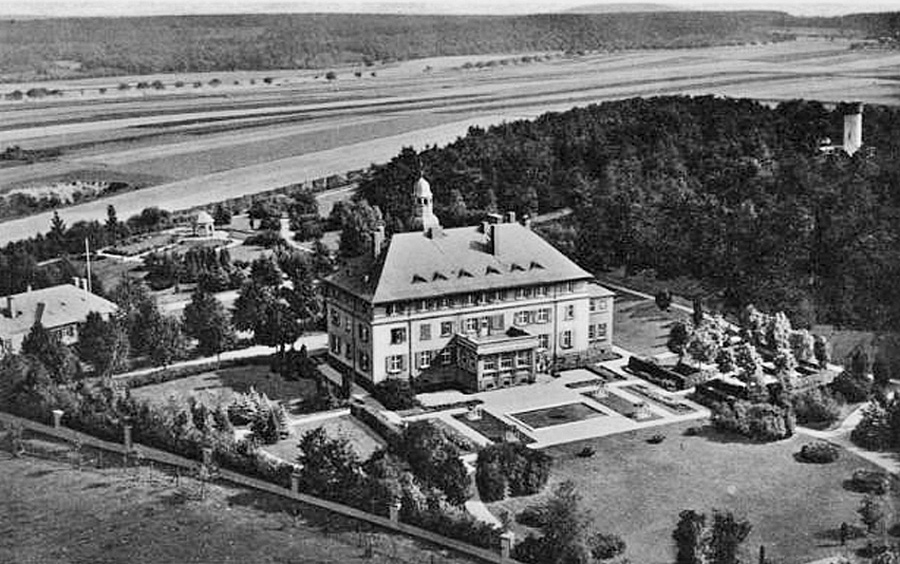
Villa Bleichert, Klinga (1930)
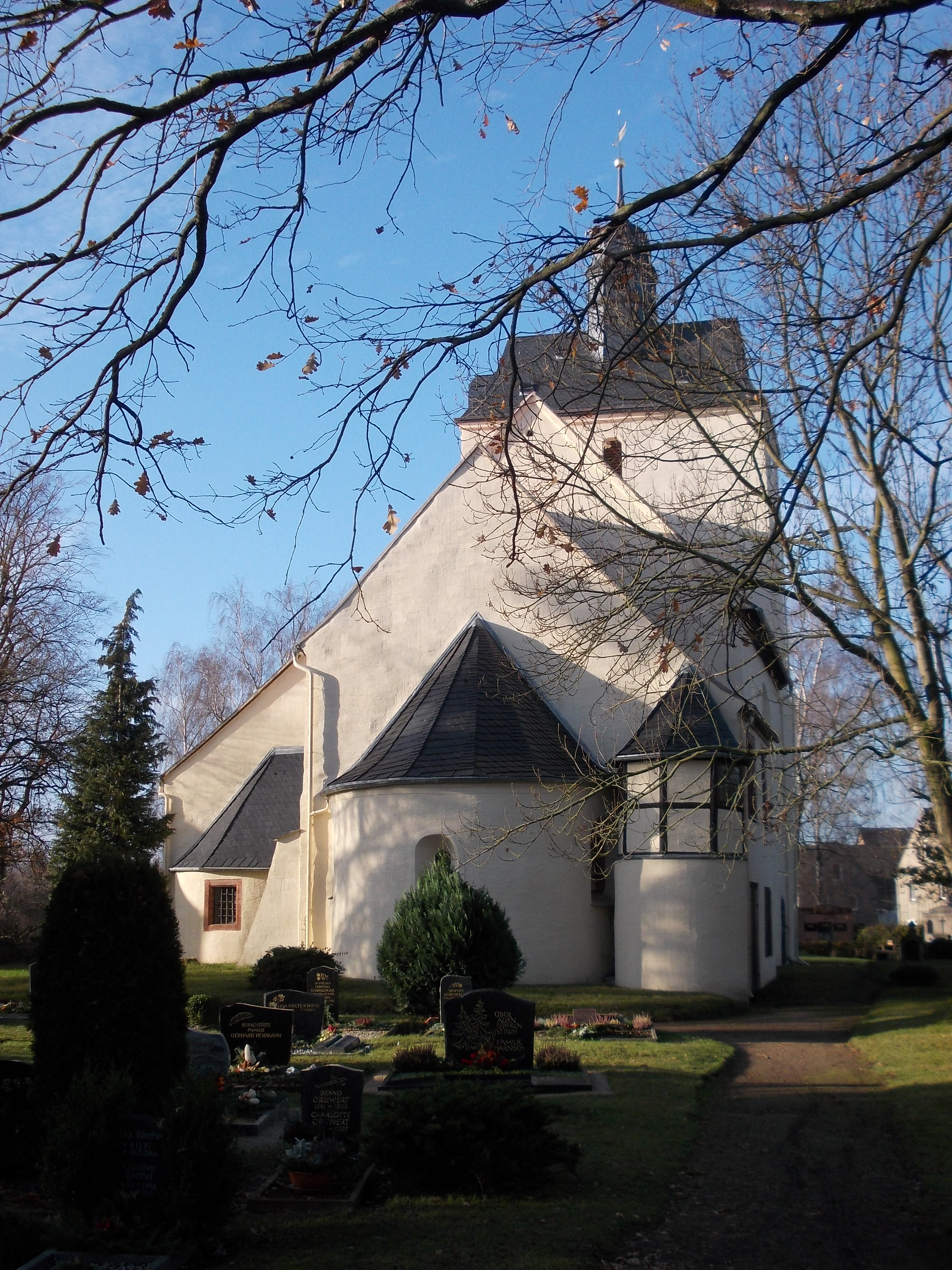
13e-eeuwse dorpskerk te Pomßen
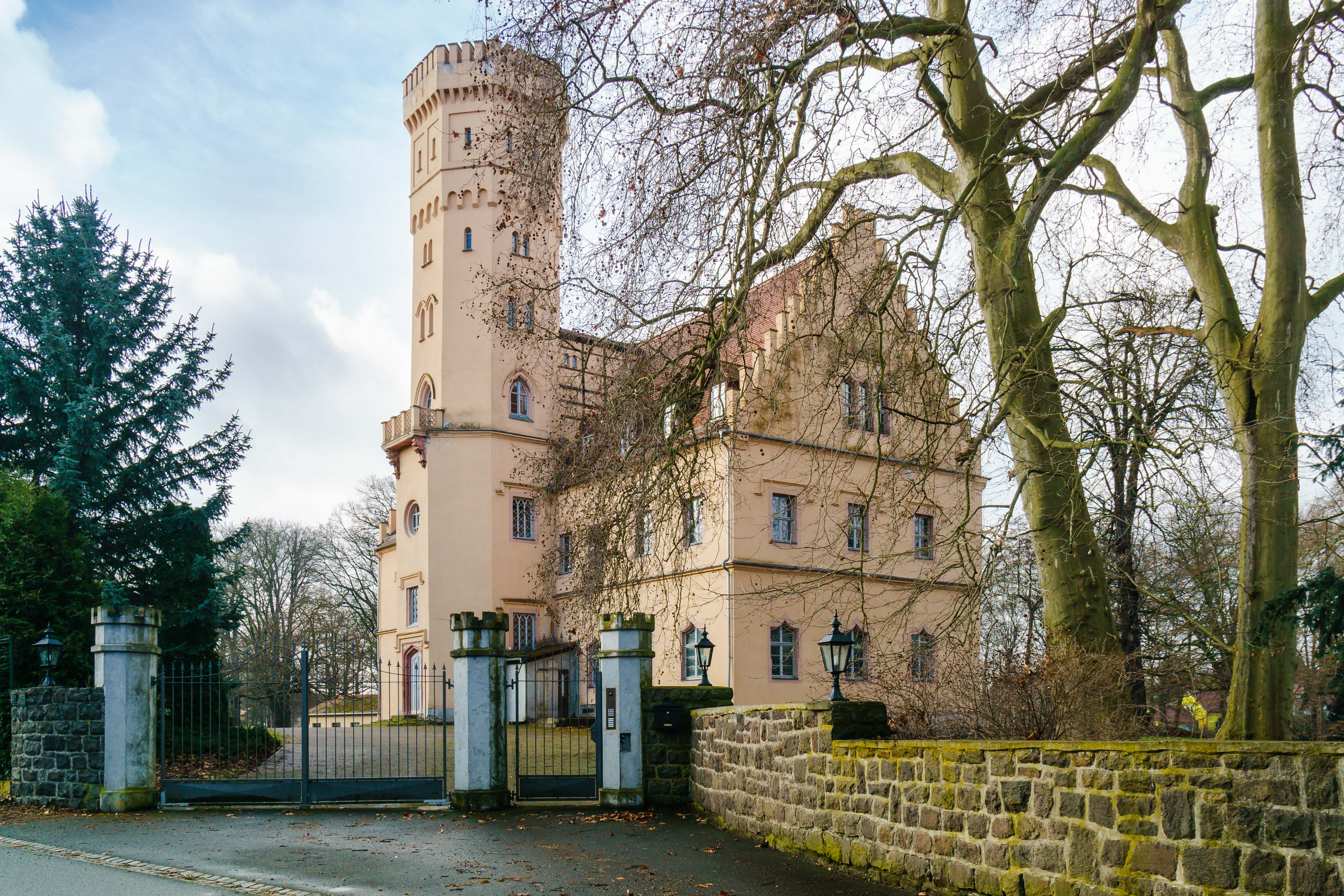
Kasteel te Pomßen (1848; particulier bewoond)